# NGC 1647
NGC 1647 là một cụm sao mở trong chòm sao Kim Ngưu. Nó chứa gần 90 ngôi sao và nó nằm ở khoảng cách 550 Parsec.  Nó có thể nhìn thấy ngay cả với ống nhòm gần Aldebaran. Nó được phát hiện bởi William Herschel vào năm 1784.  Nó nằm phía sau phức hợp tinh vân tối của Kim Ngưu, cách khoảng 160 phân tích. Các ngôi sao dãy chính sáng nhất thuộc loại quang phổ B7. Tuổi của nó được ước tính là 150 triệu năm.